# Contea di Monaghan
Il Monaghan (Contae Mhuineacháin in gaelico) è una contea della Repubblica d'Irlanda, nella provincia dell'Ulster. È una delle tre contee della provincia che non fanno parte del Regno Unito.
A Monaghan si trova la sede della Combilift, casa produttrice dei carrelli elevatori multidirezionali, il cui modello di punta è il CB.

## Topografia
Monaghan è la quintultima contea della Repubblica d'Irlanda in termini di dimensioni complessive e la quartultima per popolazione. È all'ultimo posto nella provincia dell'Ulster sia in termini di dimensioni che popolazione.
Il territorio del Monaghan è molto similare a quello della contee limitrofe, caratterizzato da bassi rilievi tondeggianti e scenari quasi esclusivamente collinari.
I principali rilievi solo il monte Mullyash, lo Slieve Beagh (che segna il confine con Tyrone e Fermanagh) e Coolberrin Hill (214 m). Sebbene meno rispetto alla vicina contea di Cavan, anche il Monaghan annovera un elevato numero di specchi d'acqua, come il Lough Egish, Lough Fea, Muckno Lough, Lough Avaghon, Inner Lough (nella Dartrey Forest), Drumlona Lough, White Lough ed Emy Lough. Il fiume più noto è il Fane, che segna il confine col Louth, il Glyde (che segna i confini con Louth e Meath), il Blackwater (che segna il confine con Tyrone) ed infine il Dromore (che segna il confine con Cavan, collegando Cootehill a Ballybay).
Nel Monaghan ci sono parecchie foreste, tra le quali la Rossmore Forest, la Dartrey Forest ed il Dún na Rí Forest Park. Amministrate e tutelate dalla Coillte sin dal 1988, sono composte maggiormente da conifere. A causa dello sfruttamento storico intensivo del terreno per fini agricoli e di successivi frequenti tentativi di ripopolare l'assetto vegetale preesistente, soltanto alcune piccole aree delle foreste annoverano porzioni effettivamente native della vegetazione.
Il Finn Bridge è un punto di sconfinamento posto sul fiume Finn tra Monaghan e Fermanagh. È situato vicino Scotshouse.
Sempre in tema di confine con l'Irlanda del Nord, è da annoverare l'area di Drumsloe. Questi pochi chilometri quadrati di contea sono totalmente circondati dall'Irlanda del Nord e collegati al Monaghan (e al resto della nazione) da un fazzoletto di terra lungo nemmeno 200 metri. Per giungere alla località e alle aree circostanti è necessario sconfinare e tornare nel giro di poco tragitto nella Repubblica. Percorrendo la N54 in direzione di Monaghan Town (sud-nord), che passa proprio attraverso queste aree, si noterà il cambiamento continuo di denominazione tra N54 e A3 per ben cinque volte prima che torni definitivamente nella propria nazione.

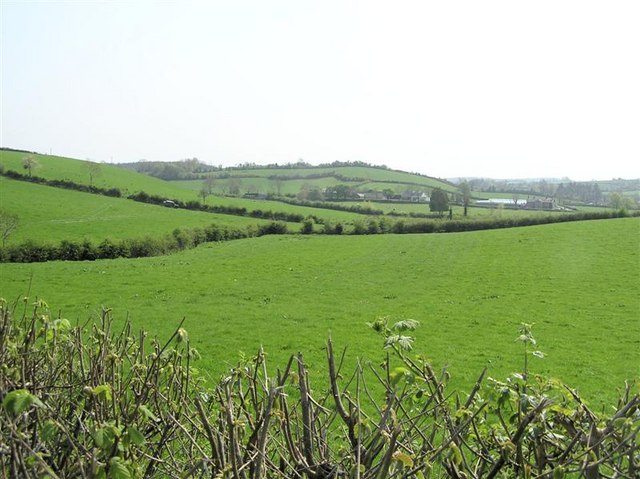
Area rurale di Shannahergoa
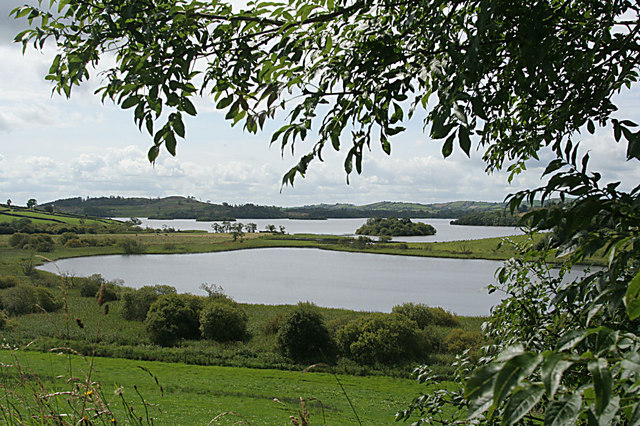
Lough Muckno

## Luoghi principali

### Baronie

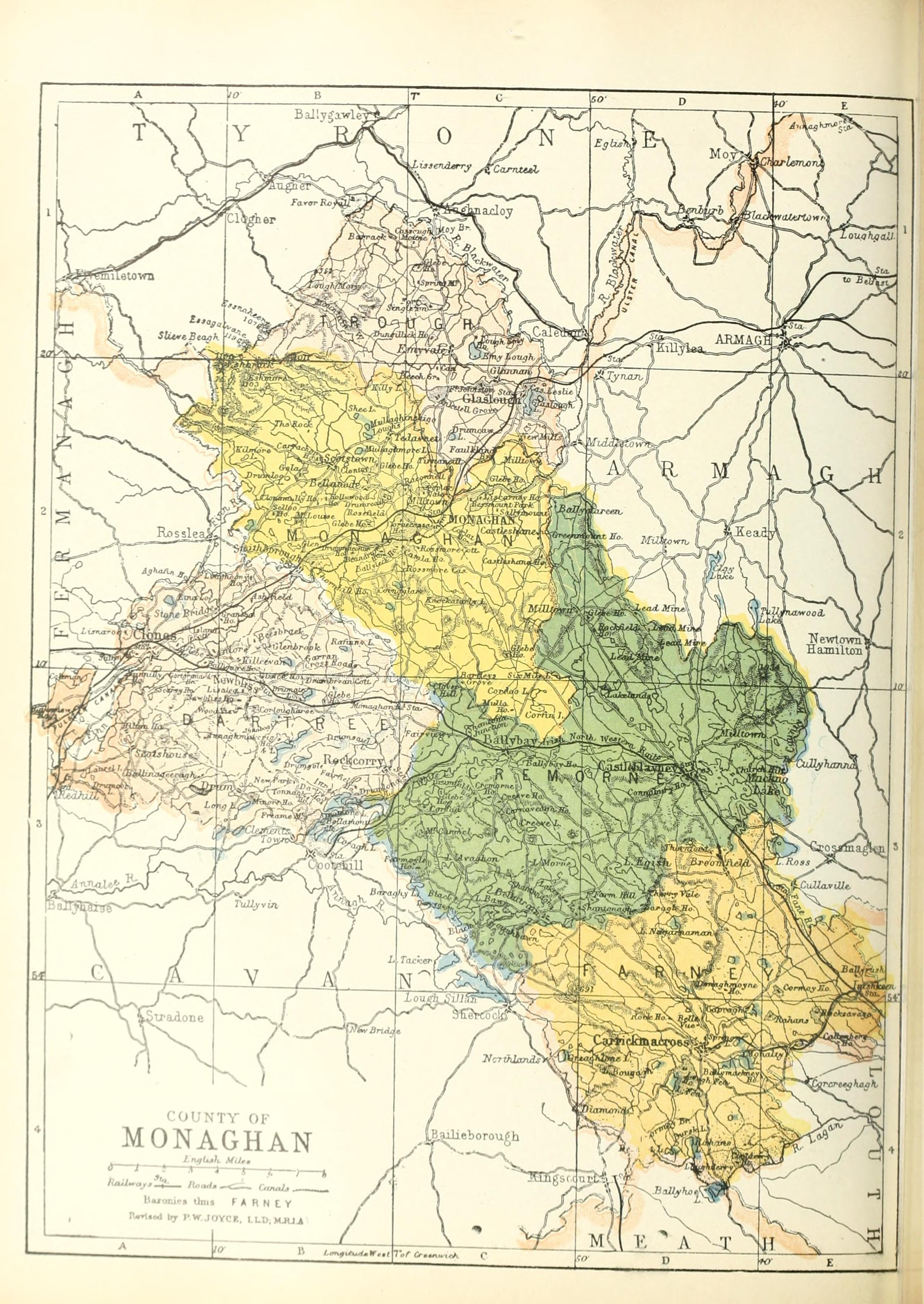
Mappa delle baronie

- Cremorne (Críoch Mhúrn)
- Dartree (Dartraighe)
- Farney (Fearnaigh)
- Monaghan (Muineachán)
- Trough (An Triúcha)

### Cittadine e villaggi
- Ballinode
- Ballybay
- Carrickmacross
- Castleblayney
- Clones
- Doohamlet
- Emyvale
- Inniskeen
- Glaslough
- Killanny
- Knockatallon
- Magheracloone
- Monaghan
- Newbliss
- Rockcorry
- Scotshouse
- Scotstown
- Smithborough
- Threemilehouse
- Tydavnet
- Tyholland

### Centri più popolati
Dati aggiornati al censimento 2011

1. Monaghan = 7.452 

2. Carrickmacross = 4.925 

3. Castleblayney = 3.634 

4. Clones = 1.761 

5. Ballybay = 1.461